# Ctags
A Ctags egy programozási eszköz, amely indexfájlt (vagy tagfájlt) generál a különböző programozási nyelvek forrás- és fejlécfájljaiban található nevekből a kód megértésének elősegítése érdekében. A nyelvtől függően függvények, változók, osztályok, makrók stb. indexelhetők. Ezek a tagek lehetővé teszik a definíciók gyors és egyszerű megtalálását egy szövegszerkesztővel, egy kódkereső motorral vagy más segédprogrammal. Alternatív megoldásként létezik egy kimeneti mód is, amely kereszthivatkozási fájlt generál, amely ember által olvasható formában listázza a nyelvi fájlokban található különféle nevekről szóló információkat.
Az eredeti Ctags kódot a BSD Unix 2.0-ban vezették be, Ken Arnold írta, Jim Kleckner Fortran, Bill Joy pedig Pascal támogatásával. A kód az 1992-es Single Unix Specification és XPG4 kezdeti kiadásának része.

## Ctags-t támogató szerkesztők
A Tag index-fájlokat számos forráskód-szerkesztő támogatja, beleértve a következőket:
- Atom
- BBEdit 8+(wd)
- CodeLite(wd) (beépített ctagsd nyelvi szerveren(wd) keresztül)[5]
- Cloud9 IDE(wd) (belsőleg használja)
- CygnusEd[6]
- Emacs and XEmacs(wd)
- EmEditor Professional(wd)
- Far Manager(wd) (a Ctags Source Navigator bővítményen keresztül)
- Geany(wd)
- Gedit (a gedit-symbol-browser-plugin használatával)
- JED(wd)
- jEdit (a CodeBrowser, Tags, ClassBrowser, CtagsSideKick vagy Jump bővítményekkel)
- JOE(wd)
- KDevelop
- Kate
- mcedit (a Midnight Commander beépített szerkesztője)
- NEdit(wd)
- Notepad++ (OpenCTags bővítményen keresztül)
- QDevelop(wd)
- TSE (via macro)(wd)
- TextMate(wd) (CodeBrowser-PlugIn bővítménnyel)
- TextPad(wd)
- UltraEdit(wd)
- VEDIT(wd)
- vi (és származékai, mint például Elvis(wd), Nvi(wd), Vim, vile(wd) stb.)
- Visual Studio Code[7]
- Xedit (X11)(wd)

## A ctags változatai
A ctags programnak van néhány további implementációja is:

### Etags
A GNU Emacs két ctags segédprogrammal érkezik, az etags-szal és a ctags-szal, amelyek ugyanabból a forráskódból fordíthatók. Az etags egy tag táblafájlt generál az Emacs számára, míg a ctags parancs egy hasonló táblázat létrehozására szolgál a vi által megértett formátumban. Különböző parancssori opciókkal rendelkeznek: az etags nem ismeri fel és figyelmen kívül hagyja azokat az opciókat, amelyeknek csak a ctags parancs által létrehozott vi stílusú tag fájloknál van értelme.

### Exuberant Ctags
Az Exuberant Ctags-t, amelyet Darren Hiebert írt és tartott karban 2009-ig, kezdetben a Vimmel együtt terjesztették, de a Vim 6 megjelenése után különálló projektté vált. Támogatja az Emacs és az etags kompatibilitást.
Az Exuberant Ctags több mint 40 programozási nyelvet támogat, és reguláris kifejezések használatával még több nyelvet lehet hozzáadni.

### Universal Ctags
A Universal Ctags az Exuberant Ctags egy elágazása, amelynek célja a folyamatos fejlesztés. Néhány elemzőt átírtak a nyelvek jobb támogatása érdekében.

### Nyelvspecifikus
A Hasktags ctags-kompatibilis tag fájlokat hoz létre Haskell forrásfájlokhoz. Támogatja az Emacs etags fájlok létrehozását.
A jsctags egy ctags-kompatibilis kódindexelő megoldás JavaScripthez. JavaScriptre specializálódott és a CommonJS csomagolórendszert használja. JavaScript kódok esetén felülmúlja az Exuberant Ctags-et, több címkét talál, mint az utóbbi.

## Címkék (Tag-ek) fájlformátumai
Több címkefájl-formátum létezik. Néhányat az alábbiakban ismertetünk. A következőkben a \x## a hexadecimális ábrázolású bájtot jelöli ##. Minden sor soremeléssel (LF, \n = \x0A) végződik.

### Ctags és leszármazottak
Az eredeti ctags és az Exuberant/Universal leszármazottak hasonló fájlformátumokkal rendelkeznek:

#### Ctags
Ezt a formátumot használja a vi és a különféle klónok. A tags fájl neve általában „tags”.
A tags fájl sorok listája, minden sor a következő formátumban:
```
{
tagname
}\
t
{
tagfile
}\
t
{
tagaddress
}
```

A mezők a következőképpen vannak megadva:
- {tagname} – Bármely azonosító, amely nem tartalmaz szóközöket
- \t – Pontosan egy tabulátor (\x09) karakter, bár a vi számos verziója tetszőleges mennyiségű szóközt képes kezelni
- {tagfile} – A fájl neve, ahol a {tagname} definiálva van, az aktuális könyvtárhoz képest
- {tagaddress} – Egy ex módú parancs, amely a szerkesztőt a címke (tag) helyére viszi. A vi POSIX implementációi esetén ez csak keresés vagy sorszám lehet, ami további biztonságot nyújt az önkényes parancsvégrehajtás ellen.

A címkefájl a {tagname} mező szerint van rendezve, ami lehetővé teszi a címkefájlban a gyors keresést.

#### Extended Ctags
Ezt a formátumot használják a Vim Exuberant Ctags és Universal Ctags programjai. Ezek a programok képesek eredeti ctags fájlformátumot vagy kiterjesztett formátumot generálni, amely megpróbálja megőrizni a visszafelé kompatibilitást.
A kiterjesztett tags fájl sorok listája, ahol minden sor a következő formátumban van:
```
{
tagname
}\
t
{
tagfile
}\
t
{
tagaddress
}[;"\
t
{
tagfield
...}]
```

A {tagaddress}-ig bezárólag megadott mezők megegyeznek a fenti ctag-ek mezőivel.
A további, opcionális mezőket szögletes zárójel ("[...]") jelöli, és a következőket tartalmazzák:
- ;" – pontosvessző + dupla idézőjel: A {tagaddress} karakterláncot úgy zárja le, mintha egy vi vagy ex függvényhez fűzött komment kezdetét látná.
- {tagfield} – bővítménymezők: tabulátorral elválasztott "kulcs:érték" párok a további információkért.

Ez a formátum kompatibilis a nem-POSIX vi-jal, mivel a kiegészítő adatokat megjegyzésként értelmezi. A vi POSIX implementációit azonban módosítani kell a támogatásához.

### Etags
Ezt a formátumot használja az Emacs etags fájlja. A tags fájl neve általában "TAGS".
Az etags fájlok több részből állnak – bemeneti forrásfájlonként egy részből. A részek egyszerű szövegek, több nem nyomtatható ASCII karakterrel, amelyeket speciális célokra használnak. Ezeket a karaktereket aláhúzott hexadecimális kódok jelölik az alábbiakban.
Egy szakasz egy kétsoros fejléccel kezdődik (az első két bájt egy mágikus számot alkot):
```
\
x0c

{
src_file
},{
size_of_tag_definition_data_in_bytes
}
```

A fejlécet a címkedefiníciók követik, soronként egy definíció, a következő formátumban:
```
{
tag_definition_text
}\
x7f
{
tagname
}\
x01
{
line_number
},{
byte_offset
}
```

A {tagname}\x01 elhagyható, ha a címke neve kikövetkeztethető a címkedefiníció szövegéből.

### Példa
Adott egy egysoros test.c forráskód:
```
#define CCC(x)
```

A TAGS (etags) fájl így nézne ki:
```
\
x0c

test.c,21
#define CCC(\
x7f
CCC\
x01
1,0
```

A tags (ctags) fájl így nézhet ki:
```
CCC(    test.c    1

```

vagy rugalmasabban, kereséssel:
```
CCC(    test.c    /^#define CCC(/

```

## Fordítás
- Ez a szócikk részben vagy egészben  a   Ctags című angol Wikipédia-szócikk fordításán alapul.  Az eredeti cikk szerkesztőit annak laptörténete sorolja fel. Ez a jelzés csupán a megfogalmazás eredetét és a szerzői jogokat jelzi, nem szolgál a cikkben szereplő információk forrásmegjelöléseként.